# Triacontaedro disdiakis
O triacontaedro disdiakis é um sólido de Catalan.
As sua faces são 120 triângulos escalenos.
Tem 180 arestas e 62 vértices.
O poliedro dual do triacontaedro disdiakis é o icosidodecaedro truncado.